# OR4F29
OR4F29 (англ. Olfactory receptor family 4 subfamily F member 3) – білок, який кодується однойменним геном, розташованим у людей на 1-й хромосомі. Довжина поліпептидного ланцюга білка становить 312 амінокислот, а молекулярна маса — 35 074.
| 10         |  | 20         |  | 30         |  | 40         |  | 50         |
| ---------- |  | ---------- |  | ---------- |  | ---------- |  | ---------- |
| MDGENHSVVS |  | EFLFLGLTHS |  | WEIQLLLLVF |  | SSVLYVASIT |  | GNILIVFSVT |
| TDPHLHSPMY |  | FLLASLSFID |  | LGACSVTSPK |  | MIYDLFRKRK |  | VISFGGCIAQ |
| IFFIHVVGGV |  | EMVLLIAMAF |  | DRYVALCKPL |  | HYLTIMSPRM |  | CLSFLAVAWT |
| LGVSHSLFQL |  | AFLVNLAFCG |  | PNVLDSFYCD |  | LPRLLRLACT |  | DTYRLQFMVT |
| VNSGFICVGT |  | FFILLISYVF |  | ILFTVWKHSS |  | GGSSKALSTL |  | SAHSTVVLLF |
| FGPPMFVYTR |  | PHPNSQMDKF |  | LAIFDAVLTP |  | FLNPVVYTFR |  | NKEMKAAIKR |
| VCKQLVIYKR |  | IS         |  |            |  |            |  |            |

A: Аланін

C: Цистеїн

D: Аспарагінова кислота

E: Глутамінова кислота

F: Фенілаланін

G: Гліцин

H: Гістидин

I: Ізолейцин

K: Лізин

L: Лейцин

M: Метіонін

N: Аспарагін

P: Пролін

Q: Глутамін

R: Аргінін

S: Серин

T: Треонін

V: Валін

W: Триптофан

Кодований геном білок за функціями належить до рецепторів, g-білокспряжених рецепторів, білків внутрішньоклітинного сигналінгу. 
Локалізований у клітинній мембрані, мембрані.